# Viana (Òlt i Garona)
Viana (en francès Vianne) és un municipi francès situat al departament d'Òlt i Garona i a la regió de la Nova Aquitània.

## Demografia
| 1962                                       | 1968  | 1975  | 1982  | 1990  | 1999  | 2007  |
| ------------------------------------------ | ----- | ----- | ----- | ----- | ----- | ----- |
| 1.098                                      | 1.107 | 1.143 | 1.250 | 1.336 | 1.224 | 1.154 |
| Des de 1962: població sense dobles comptes |       |       |       |       |       |       |

## Administració
| Període   | Identitat         | Partit        |
| --------- | ----------------- | ------------- |
| 1955-1961 | Amédée Gione      | PCF           |
| 1966-1989 | Henriette Laverny | PCF           |
| 1989-2008 | Pierre Taulet     | Divers droite |
| 2008-     | Nicole Perrier    | Divers droite |